# Madonna dell'Umiltà (Starnina)
La Madonna dell'Umiltà è un dipinto a una tempera e oro su tavola (80,5x51 cm) di Gherardo Starnina, databile al 1403 circa e conservato nella Galleria degli Uffizi a Firenze.

## Storia
L'opera proviene dalla basilica della Santissima Annunziata. Dopo le soppressioni napoleoniche venne destinata alla Galleria dell'Accademia, che all'epoca raccoglieva tutte le opere d'arte fiorentine di provenienza non medicea, per poi essere destinata agli Uffizi.

## Descrizione e stile
La Madonna dell'Umiltà è un tema caro all'arte fiorentina fra Tre e Quattrocento, promosso dagli ordini mendicanti. Maria infatti, simboleggiando la Chiesa, accetta di sedersi in terra, senza troni, avvicinandosi quindi figuratamente ai fedeli. L'opera, dipinta poco dopo il rientro dell'artista dal proficuo viaggio in Spagna, mostra una piacevole intonazione familiare tra madre e figlio, con uno scambio amorevole di gesti: l'abbraccio di Maria, la carezza sul mento di Gesù e l'afferrare il velo della Madonna, un'azione tipicamente fanciullesca mutuata dall'arte trecentesca, che aveva già reso umano il tipico gesto della bizantina Glykophilousa.
Evidente è l'appartenenza allo stile gotico internazionale, con il ritmico ricadere della veste di Maria, che col bordo crea eleganti giochi lineari, sottolineati dalla fine decorazione dorata. Un analogo gusto per l'ornato sfarzoso si riscontra nel cuscino sotto Maria, con rosette su sfondo d'oro, e nel motivo del pavimento, che imita un prezioso broccato. Nel resto dei panneggi le linee sono fluide, a tratti taglienti, il colore acceso e accordato a tonalità smaltate, che fanno risaltare la tenerezza degli incarnati.